# Praderia (ecozona)

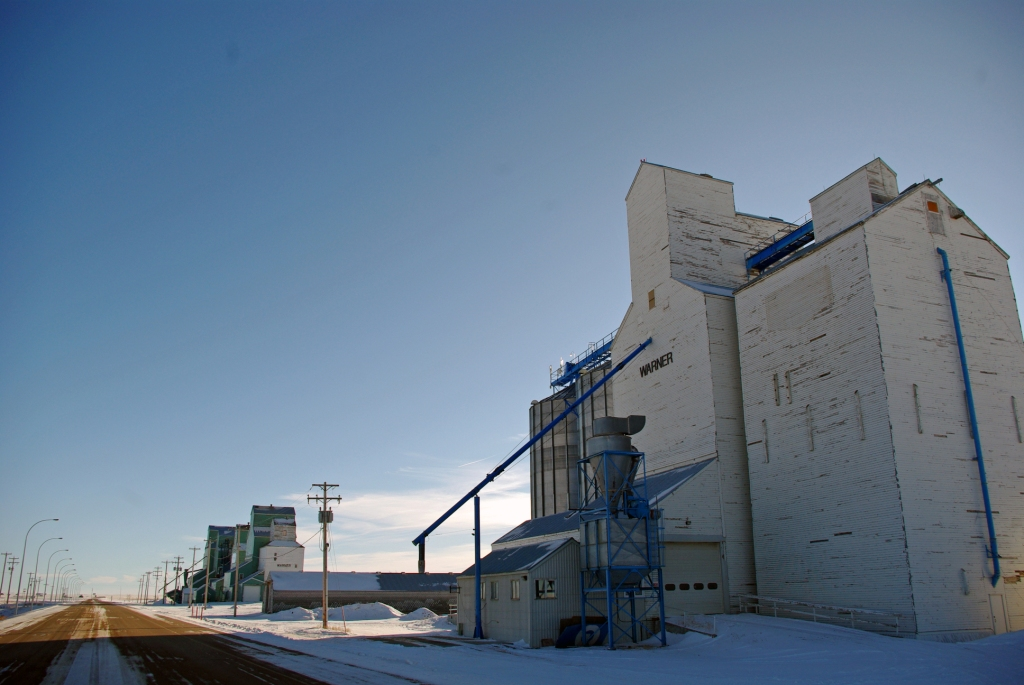
Una sitja de cereals típica de les Praderies americanes

L'ecozona de les praderies és una de les ecozones terrestres del Canadà que abasta les zones meridionals de les províncies de Praderies canadenques d'Alberta, Saskatchewan i Manitoba. Es tracta d'una àrea productiva agrícol, i comunament es coneix com la cistella del pa del Canadà ("Canada's breadbasket"). Les explotacions agrícoles abasta aproximadament el 94% del sòl, i és l'activitat econòmica domèstica dominant de la zona, així com un factor important en el comerç exterior canadenc.Gas natural i petroli són abundants a la zona. L'ecoregió de Nivell II corresponent de l'Agència de Protecció del Medi Ambient dels EUA és l'ecoregió Great Plains.
Malgrat el predomini de l'agricultura, menys del 10% de la població està involucrada en l'agricultura. Es tracta d'una zona altament urbanitzada, amb tots els principals centres de població d'aquestes províncies ubicades en aquesta ecozona, entre ells Edmonton, Calgary, Regina, Saskatoon i Winnipeg, així com Brandon, Moose Jaw, Red Deer i Lethbridge. Gairebé el 80% dels quatre milions d'habitants de la regió viuen en aquestes i en altres àrees urbanes.

## Geografia

Zona sud de la praderia canadenca (northern short grasslands)

Seguint la frontera d'Alberta amb British Columbia, aquesta ecozona és adjacent a l'Ecozona Montane Cordillera a l'oest. Les dues zones són bifurcades per les planes boreals a uns 70 quilòmetres al sud-oest de Calgary, que també envolten la part restant de la zona al nord de la frontera dels Estats Units cap a la vall del Red River. Forma part de la Plana Interior, l'extensió canadenca de les Grans Planes, i cobreix aproximadament 520.000 quilòmetres quadrats de terra i aigua.
L'establiment de la indústria agrícola ha tingut un efecte significatiu en la terra, que ara conserva "poc de la vegetació natural"que tenia abans que es resolgués la zona. Menys de la meitat de les zones humides originals de la regió romanen, encara que durant anys d'alta precipitació, es poden formar nombroses zones humides efímeres, normalment durant períodes molt curts. Caracteritzat per grans extensions de planicies planes i aturonades, presenta, però, una gran varietat de relleus, incloent hummock i profundes valls fluvials.
L'ecozona ha estat transformada en praderia amb relativament pocs arbres a continuació de la darrera regressió glacial d'entre fa 11.000 i 8.000 anys. Els estrats de roques sedimentàries són del Cretaci i el Terciari, i contenen petites zones aïllades amb petroli i gas.

### Clima
A causa de la seva ubicació a l'est de les muntanyes Rocoses, les prades poden ser semiàrides en algunes zones, la precipitació anual generalment augmenta més a l'est a l'ecozona des de 250 mm al sud d'Alberta i Saskatchewan a 700 mm en parts de Manitoba, així com la humitat augmenta cap a l'est en aquesta zona. Els hiverns són freds, a causa de la manca d'un cos important d'aigua, i els estius són càlids, les mitjanes poden arribar a ser molt més freds cap a l'est degut a la manca d'un cos major d'aigua i més calenta a l'estiu. a causa de la manca d'un cos important d'aigua. Les mitjanes d'hivern al voltant de −10 °C (14 °F),, i els estius al voltant de 15 °C (59 °F).

### Zones protegides
Dins aquesta ecozona hi ha un gran nombre de zones protegides, que inclouen:
- Elk Island National Park
- Grasslands National Park